# Gazice
Gazice – wieś w Słowenii, w gminie Brežice. W 2018 roku liczyła 145 mieszkańców.